# Freixe de l'Aulet
El freixe de l'Aulet (Fraxinus angustifolia) és un arbre que es troba a Vidreres (La Selva), el qual, per les seues dimensions excepcionals, és, probablement, el freixe més gruixut de tot Catalunya.

## Dades descriptives
- Perímetre del tronc a 1,30 m: 5,90 m.
- Perímetre de la base del tronc: 6,97 m.[1]
- Alçada: 21 m.
- Amplada de la capçada: 23 m.
- Altitud sobre el nivell del mar: 117 m.

## Entorn
Es troba a la ribera dreta del torrent del rec Clar, sota el mas de Ca n'Aulet. Al pla hi ha un camp de raigràs amb prats al costat i una munió d'espècies de plantes silvestres, de les quals les més abundants són l'ortiga borda, l'ortiga i la ravenissa. Al costat del fondal on és situat l'arbre, a prop de la riera, hi creix la falguera i el bec de cigonya. Dins les aigües calmes de la riera, hi abunda la llentia d'aigua i el jonc. A l'estrat arbustiu destaca una població de llorer salvatge amb boneter. A l'estrat arbori trobem alternances de vern, cirerer, lledoner i saüc. Faunísticament hi ha granota verda i rossinyol balquer. A uns 25 metres del peu de l'arbre hi ha una canyissar que segurament va tindre una gran importància per a la gent del mas de Ca n'Aulet, com a proveïdor d'aspres i també de material per construir la cabana de canyes que abans se subjectava al freixe.

## Aspecte general
Presenta un marcat estat de deteriorament a l'interior del tronc que sembla causat en un procés degeneratiu de força anys enrere. El tronc està tan buit que s'hi pot entrar i observar i tocar el seu marcat creixement cortical. També presenta alguna tumoració. Té una densitat foliar variable segons la part de la capçada de què parlem: poc densa a la part inferior i interior general, i acceptable a la part externa superior i mitjana. S'observa una invasió d'heura i d'esbarzer a peu de soca. Fou declarat Arbre Monumental l'any 2000.

## Accés
Cal trencar al km 92 de l'autovia C-35, a la sortida Can Carbonell, i passar pel costat del restaurant Molí de la Selva. Uns 300 m després trobarem un pont d'accés (tallat) al mas de Ca n'Aulet. Allà ens hem d'aturar i, a uns 80 metres a la nostra dreta, arran de la riera, veurem la capçada destacada d'aquest enorme freixe. GPS 31T 0485495 4627320.